# Colwellia echini
Espèce
Colwellia echini est une des espèces du genre de bactéries marines Colwellia. Ce sont des bacilles à Gram négatif de la famille des Colwelliaceae faisant partie du phylum des Pseudomonadota.

## Historique
La souche type de l'espèce C. echini, nommée A3, a été isolée des intestins de l'espèce d'oursin Strongylocentrotus droebachiensis prélevée à Øresund au Danemark.

## Taxonomie

### Étymologie
L'étymologie de cette espèce Colwellia echini est la suivante : e’chi.ni L. gen. masc. n. echini, isolé d'un oursin,.

### Phylogénie
Les analyses phylogéniques avec la séquence nucléotidique de l'ARNr 16S de la souche A3 ont permis de classer cette bactérie parmi différentes espèces de Colwellia dans un clade formé des espèces Colwellia arctica et Colwellia asteriadis. La séquence de l'ARNr 16S présente une homologie de 97,5 % avec celle de l'espèce C. asteriadis. Ce genre bactérien est phylogénétiquement inclus dans la classe des Pseudomonadota (ex Proteobacteria). Toujours sur la base des analyses des séquences de l'ARNr 16S, C. maritima est classée proche de l'espèce C. echini avec une homologie de séquence de près de 98,8 %.

## Description
Colwellia echini est une bactérie anaérobie facultative à Gram négatif. Cette espèce est formée des bacilles positifs pour les tests catalase et oxydase.

## Habitat
La souche type de cette espèce a été isolée en mer au large d'Helsingør dans le détroit d'Øresund au Danemark dans les intestins d'une espèce d'oursin.